# Operation WinBack 2: Project Poseidon
Operation WinBack 2: Project Poseidon (WinBack 2: Project Poseidon) est un jeu vidéo de tir à la troisième personne développé par Cavia et édité par Koei, sorti en 2006 sur PlayStation 2 et Xbox.
Il fait suite à Operation WinBack.

## Accueil
- GameSpot : 4,9/10[1]
- IGN : 4,4/10[2]